# Кузьмин-Караваев, Григорий Павлович
Григорий Павлович Кузьмин-Караваев (также Кузьмин-Короваев; 1823—1888) — генерал-лейтенант Русской императорской армии, военный педагог, один из видных деятелей военно-учебного ведомства Российской империи; брат генерала Дмитрия Павловича К.-К..

## Биография
Григорий  Кузьмин-Караваев родился 22 января 1823 года; из дворян. Воспитанник Полоцкого кадетского корпуса и Дворянского полка. 5 августа 1841 года произведён в офицеры. Успешно окончил (по 1 разряду) Императорскую военную академию в 1849 году.
С 1853 года Кузьмин-Караваев занимал должность инспектора классов в Новгородском, Петровском Полтавском и 1-м Московском кадетских корпусах. Он проявил при этом такие выдающиеся педагогические способности, что высшее командование наметило его в число будущих деятелей по преобразованию кадетских корпусов в военные гимназии и командировало его за границу для практического ознакомления с устройством общеобразовательных школ и с ходом воспитания и обучения в них. Результатом командировки стали несколько интересных и поучительных статей Кузьмина-Караваева в журнале «Педагогический сборник». 30 августа 1858 года был произведён в полковники.
В 1864 году Г. П. Кузьмин-Караваев был назначен директором Полоцкого кадетского корпуса, который он и преобразовал в военную гимназию, а вслед за тем, уже в чине генерал-майора (произведён 28 октября 1866 года), был призван «привести в порядок» Владимирскую Киевскую военную гимназию, которую возглавлял с 1867 по 1871 год.
В 1871 году он был назначен директором 2-й Московской военной гимназии, где в полной мере развернулся педагогический талант Кузьмина-Караваева, и в 1877 году он был переведён в Санкт-Петербург на должность директора 2-й Петербургской военной гимназии.
16 апреля 1878 года Кузьмин-Караваев  произведён в генерал-лейтенанты и занял пост помощника главного начальника военно-учебных заведений Российской империи. В мае 1880 года, по состоянию здоровью, Кузьмин-Караваев был отчислен от названной должности с назначением членом главного военно-учебного комитета и состоявшего при главном штабе военно-учебного комитета. 
23 октября 1883 года был отчислен от всех должностей и зачислен в запас Генерального штаба, в котором состоял до своей кончины.
Григорий Павлович Кузьмин-Караваев умер в 1888 году.

## Награды
За время службы генерал Кузьмин-Караваев был удостоен многих наград:
- орден Святой Анны 3-й степени (1853)
- орден Святого Станислава 2-й степени (1857)
- орден Святого Владимира 4-й степени (1860)
- знак отличия беспорочной службы за XV лет (1860)
- императорская корона к ордену Святого Станислава 2-й степени (1864)
- орден Святой Анны 2-й степени (1866)
- орден Святого Станислава 1-й степени (1868)
- орден Святой Анны 1-й степени (1870)
- императорская корона к ордену Святой Анны 1-й степени (1872)
- орден Святого Владимира 2-й степени (1875)